# Храм Е (Селінунт)

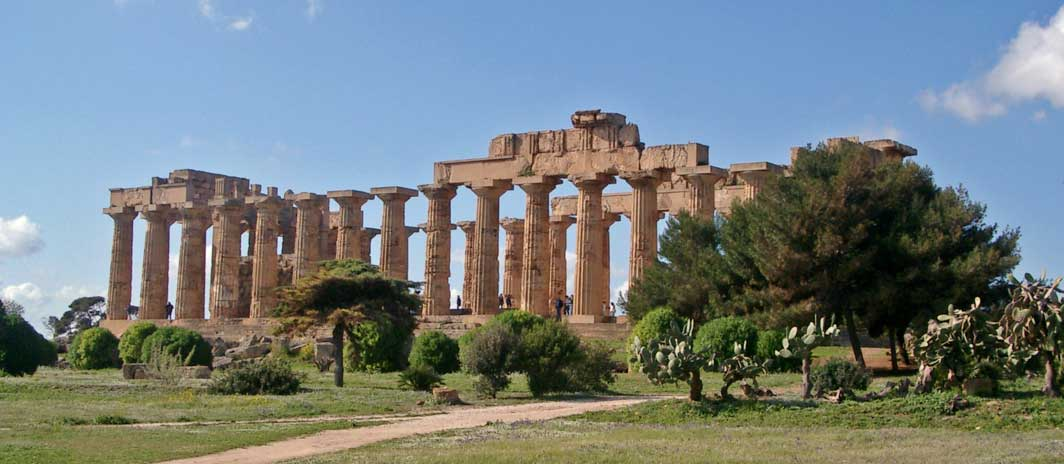
Храм Е або храм Гери чи Афродіти

Храм Е, Селінунт  (англ. Temple E (Selinus)) — давньогрецький храм на острові Сицилія в колишньому місті Селінунт.

## Історія
Споруда храму розташована на схід від колишнього акрополя Селінунту. За типом це периптер, храм, облямовний колонадами з усіх боків. На торцях по шість колон і 15 колон на бічних фасадах. Розміри храму 25,33 на 67,82 метри. Висота доричних колон — 10,19 метра. Обміри колон довели, що був використаний ентазіс (кінцівки колон тонші за збільшену середню частину, котра ніби напружилась під вагою фриза і даху). Вибудований на верхівці схилу, храм має рештки сходинок.
Розкопки до реставрації храму довели, що під існуючою спорудою збережені рештки більш старої споруди. Існуючий храм датують шостим століттям до н.е. і за принятою класифікацією храм відносять до перехідного періоду від грецької архаїки до доби класики.
Дискусії виникли щодо посвяти храму. Неподалік була знайдена стела з написом про Геру, тому схильні вважати, що і храм був присвячений дружині Зевса. Однак тип храму має паралелі з подібними храмами Афродіти. А стелу з написом Гера могли принести пізніше.
Храм Е у Селінунті належить до найбільш збережених споруд поряд з іншими. Тому була проведена його часткова реставрація (зміцнені фундаменти, частово відновлені сходи, колони), котру проводили 1959 року під керівництвом археолога Джое Бовіо Марконі. Реставрація і консервація були проведені обережно і з використанням того ж пісковику, що і використаний при побудові храму. Дах не відновлений. Всі збережені метопи зняті і перенесені до залів Регіонального археологічного музею Антоніо Салінаса (Палермо). 
Збережні метопи пізні, виконані з пароського мармуру та місцевого каменю. Їх датують 470 рр. до н.е. Повністю збережені чотири метопи і одна в уламках.

## Обрані фото (галерея)

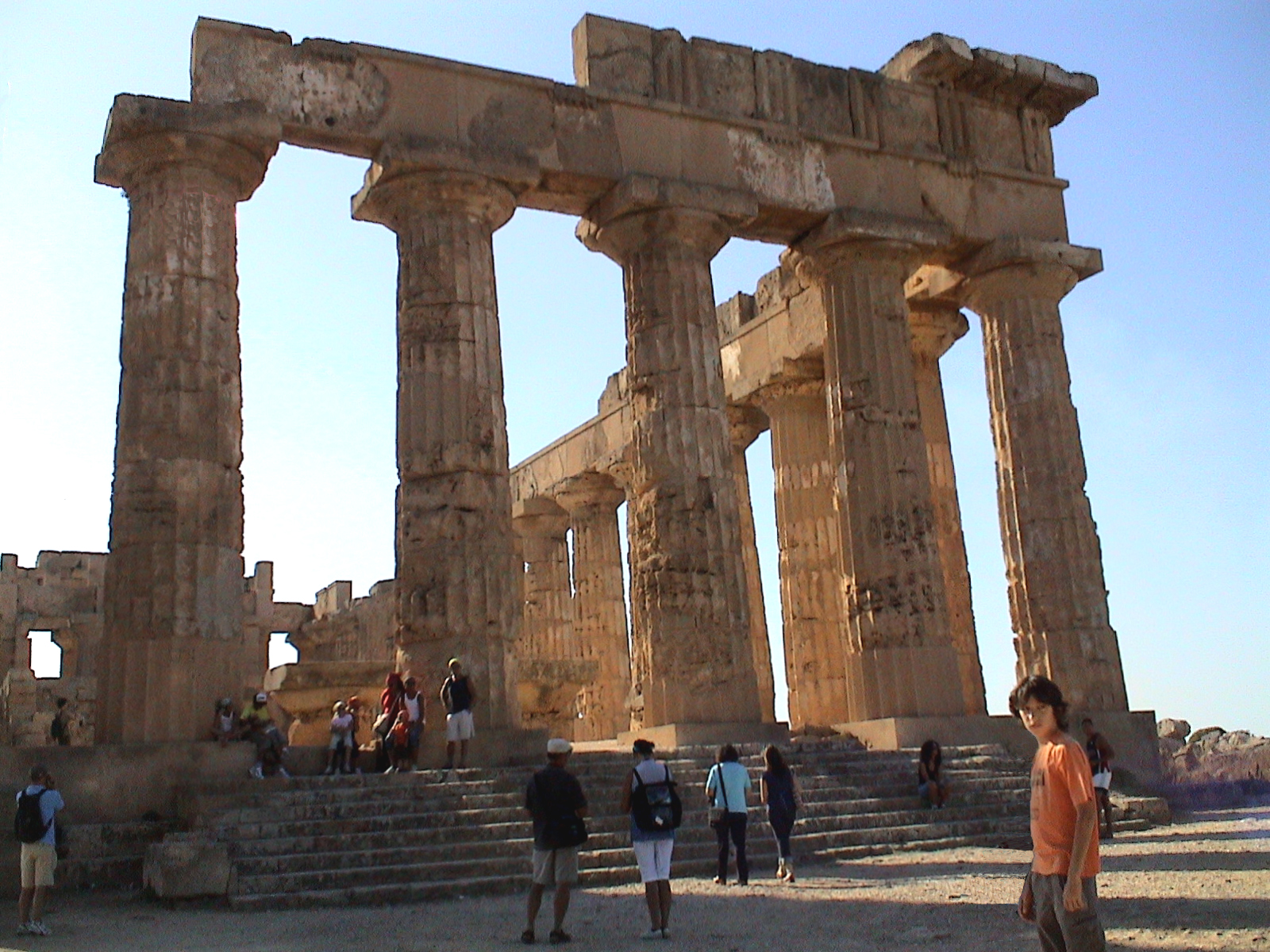
Фото 2006 року

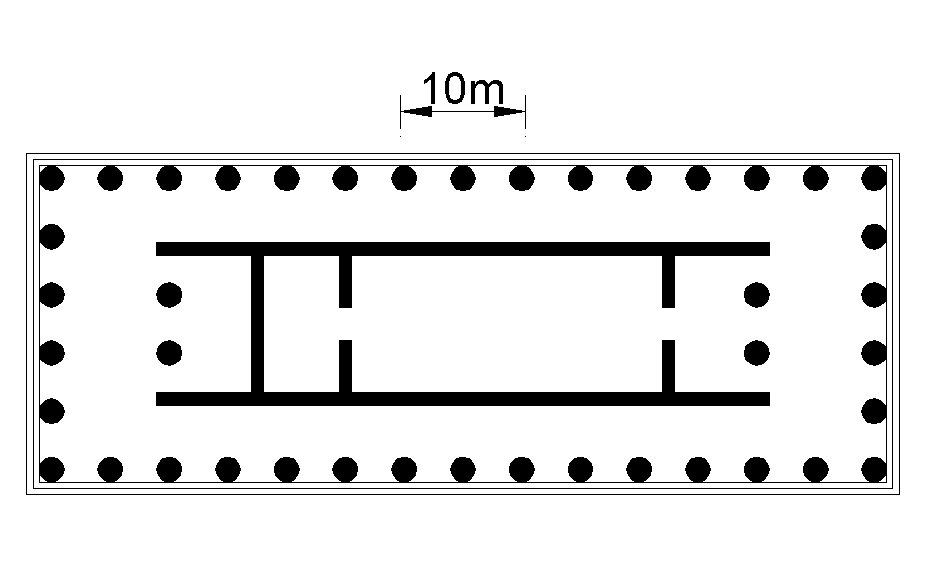
Поземний план храму Е
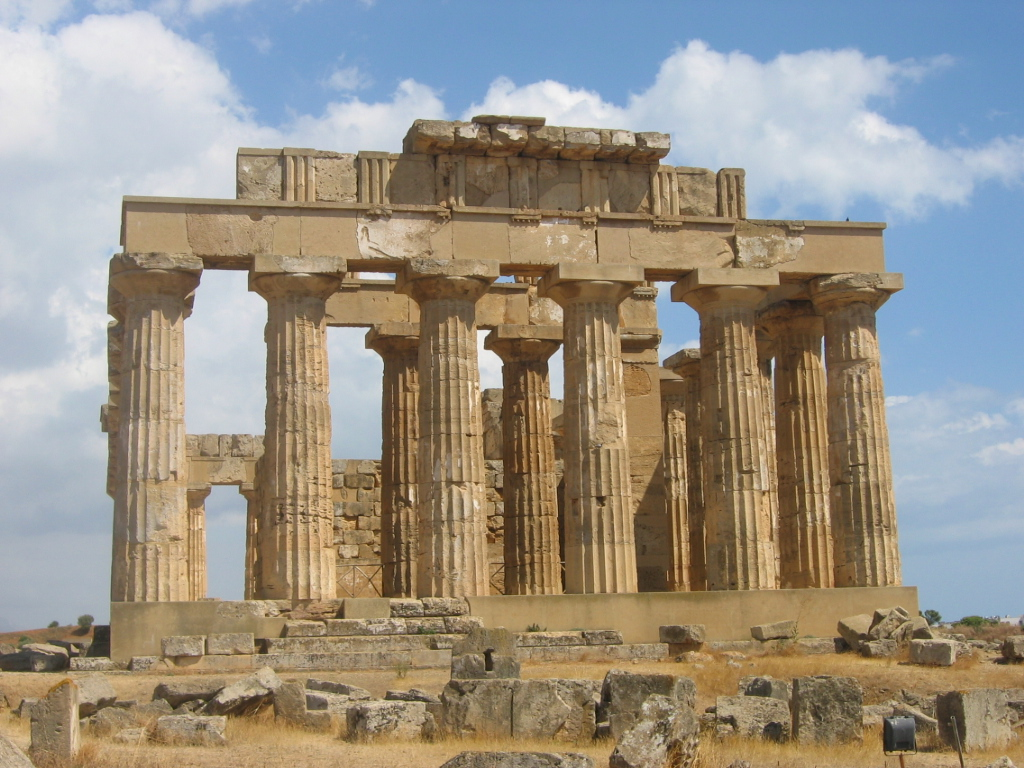
Торець споруди з шістьма колонами
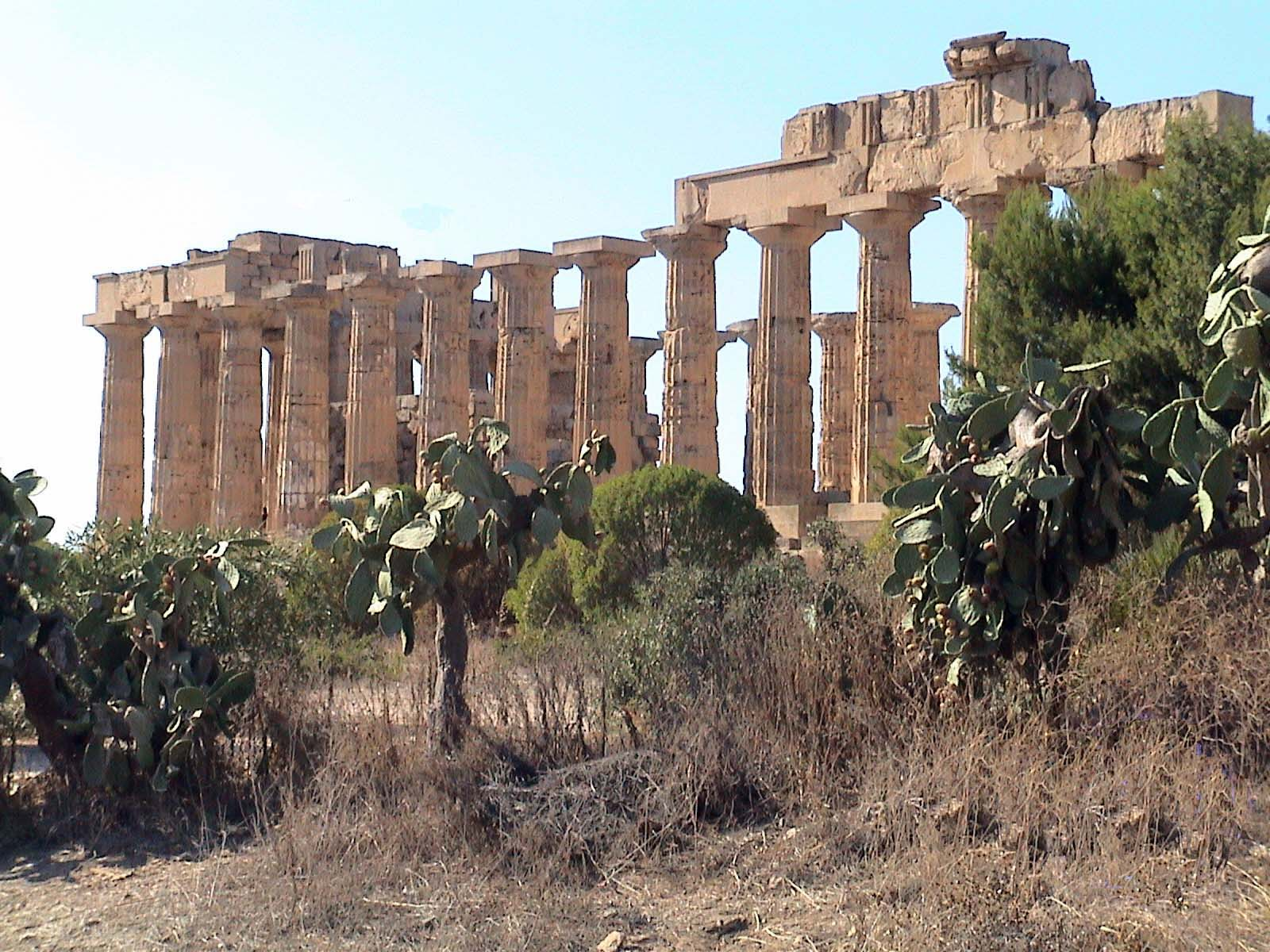
Бічний фасад
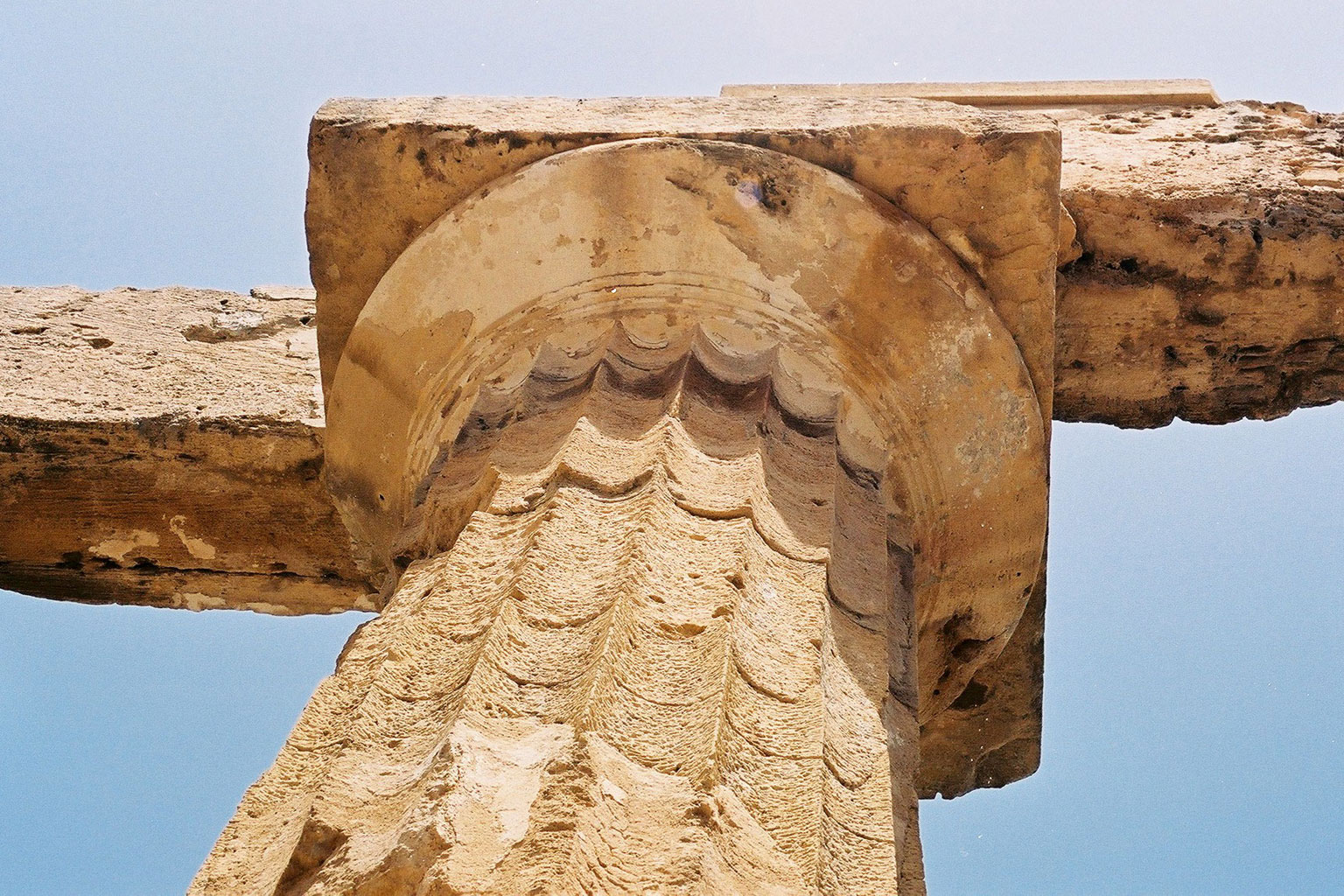
Дорична колона храму Е

## Метопи храму Е

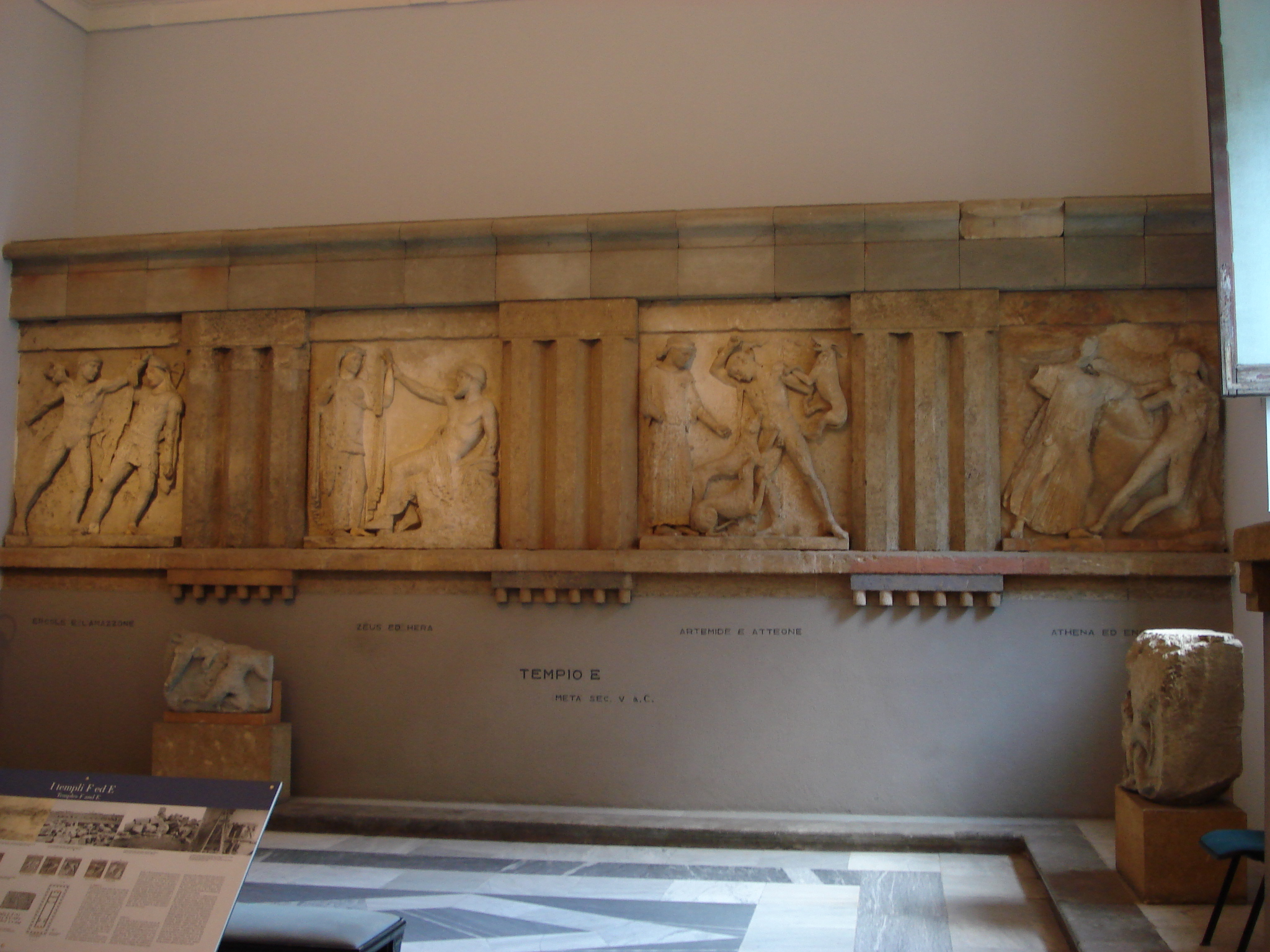
Колишнє розташування метоп в архітектурі храму. Регіональний археологічний музей Антоніо Салінаса (Палермо)

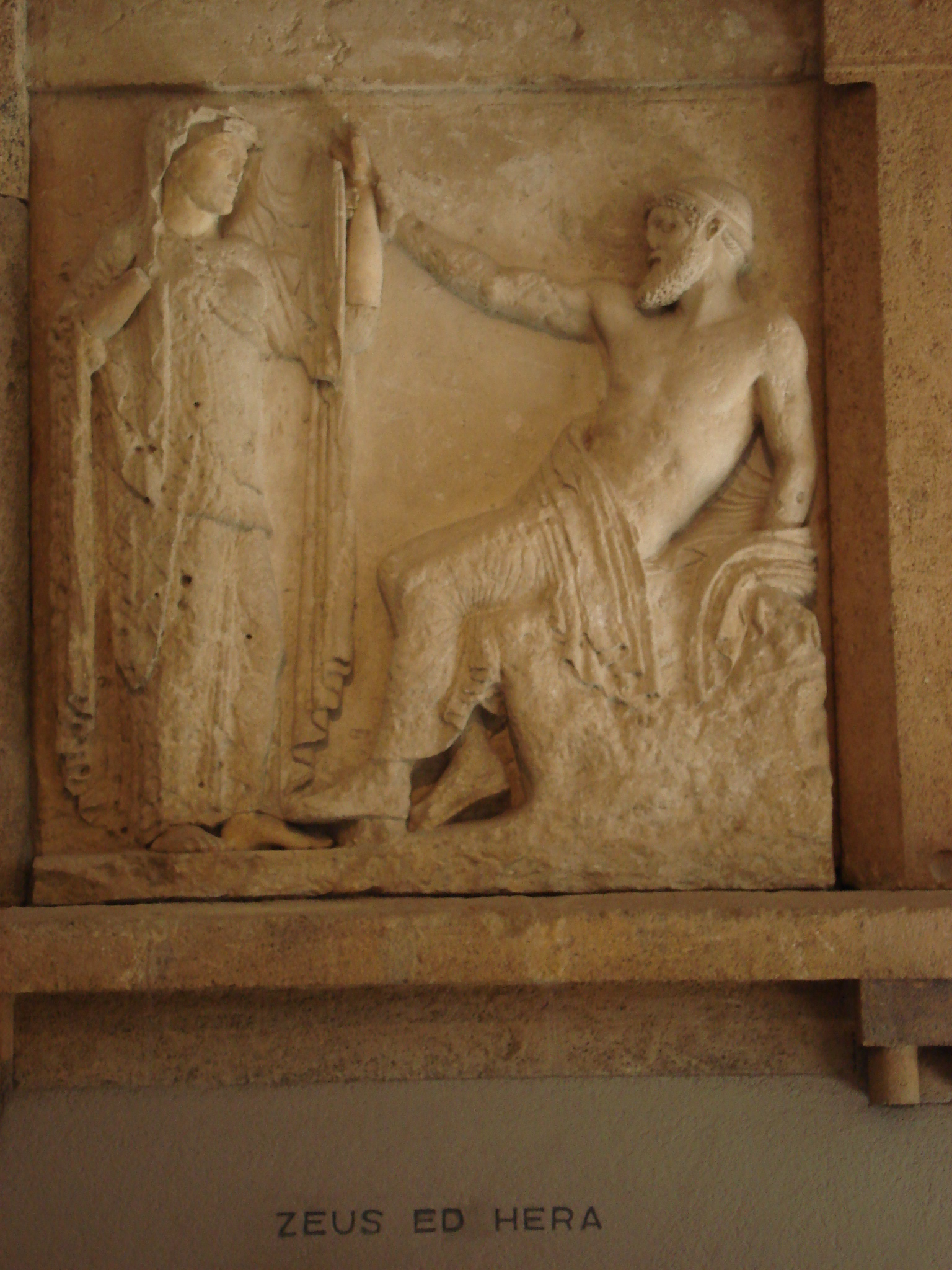
Весілля Зевса та Гери
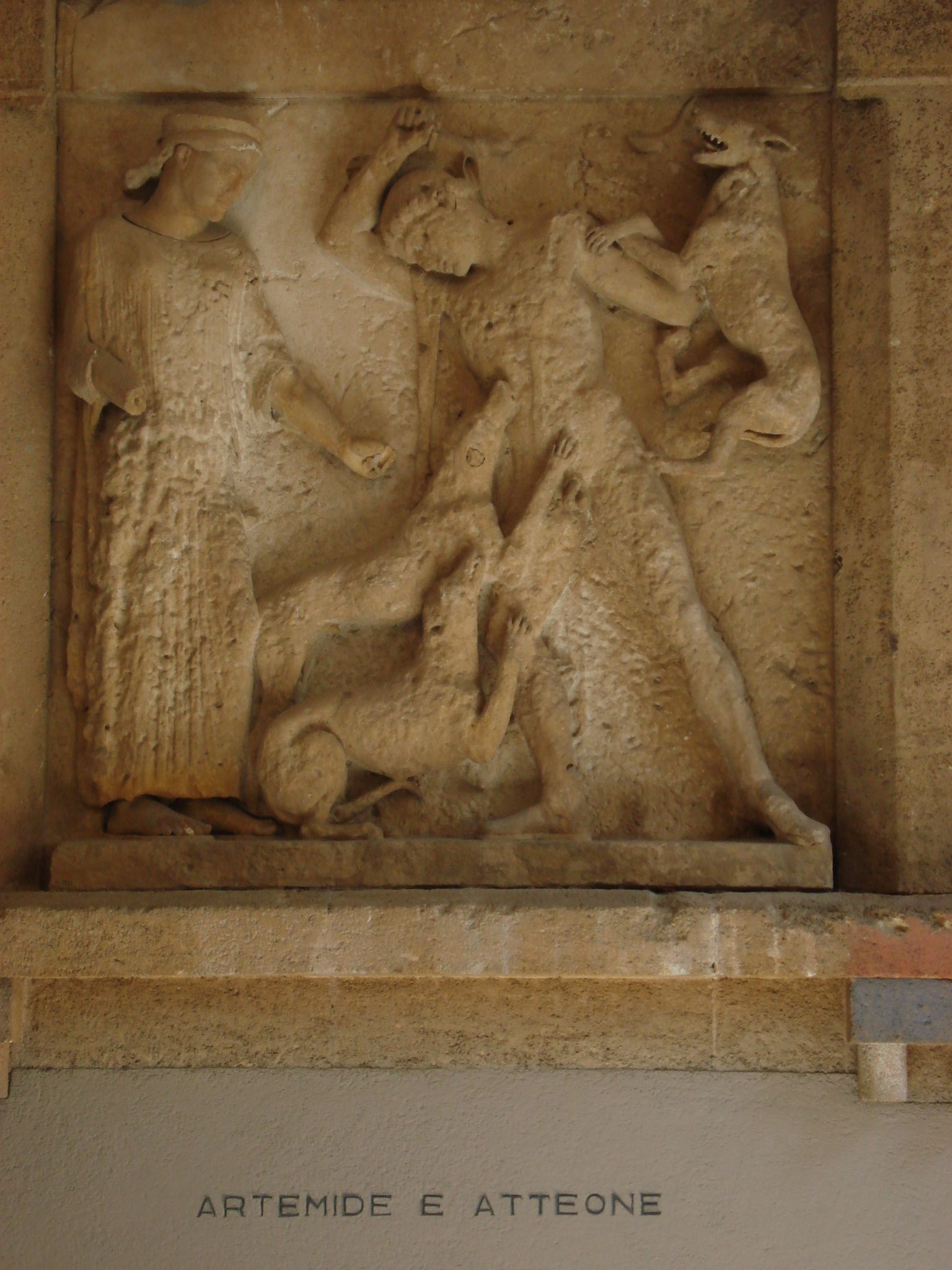
Артеміда і покарання Актеона
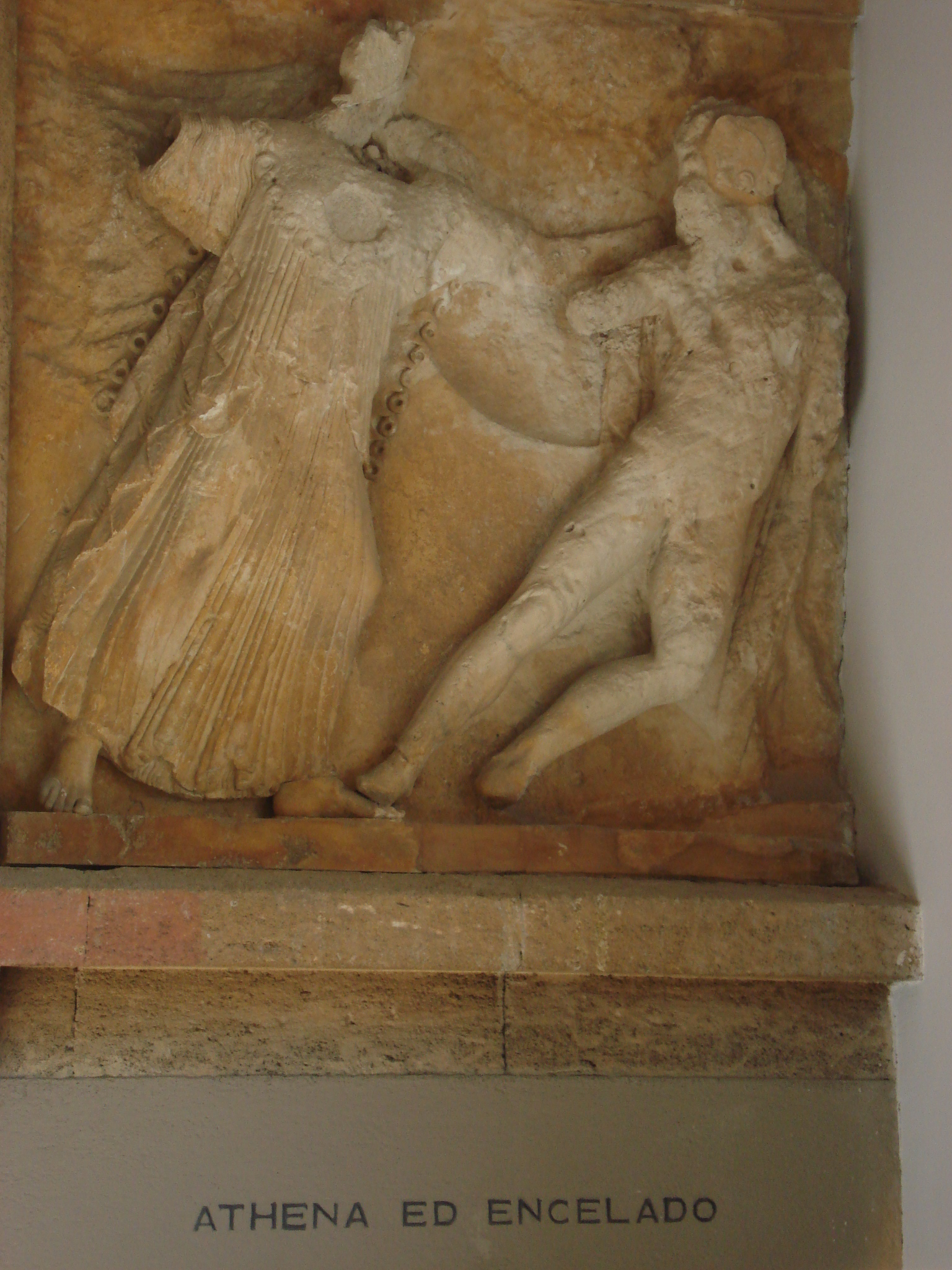
Афіна та велетень Енкелад
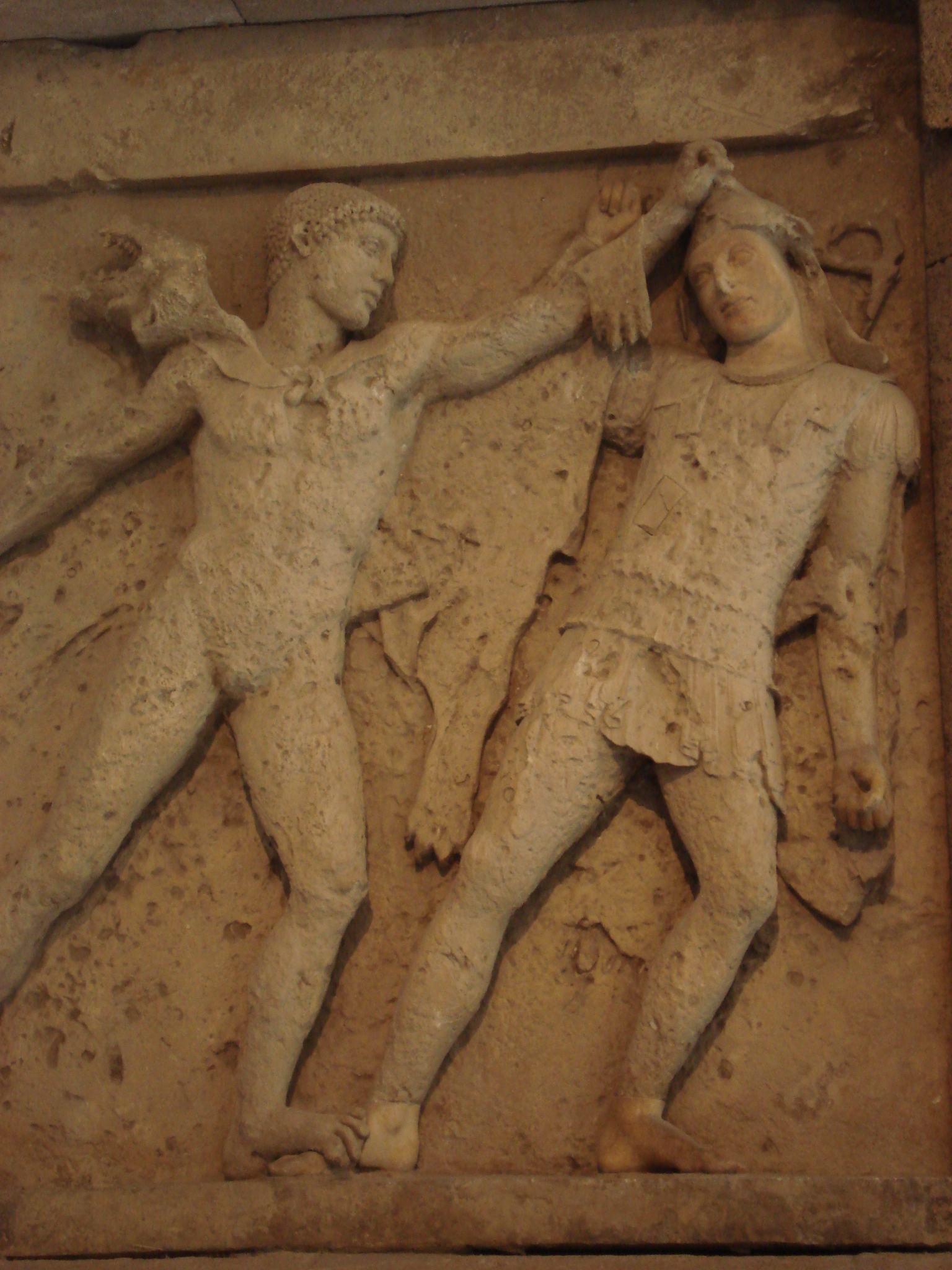
Геракл і амазонка (всі метопи — Регіональний археологічний музей Антоніо Салінаса (Палермо) )